# Cono ottico
Cono ottico è una espressione tecnica con cui si indica un angolo del campo visivo. Non è un'espressione attualmente utilizzata nel linguaggio medico anche se in passato è stata usata come sinonimo di campo visivo e poi abbandonata in quanto con cono ottico si indica un preciso angolo, una precisa ampiezza in gradi, mentre al campo visivo non può essere applicata una precisa misurazione perché la nitidezza dello stesso non è uguale in tutto il campo visivo ed è difficile stabilire dove inizi lo stesso. Si parla di cono ottico specialmente negli studi di arte, geometria, prospettiva ed in generale in tutte le arti visive nelle applicazioni dello studio della prospettiva.